# Cheikh Zennad
Cheikh Zennad est un village libanais au Nord de Tripoli situé entre Aarida et Abdé, à quelques kilomètres de la frontière libano-syrienne, sur les rives du fleuve Oustouene. Il fait partie du district du Akkar. Il y aurait eu à cet emplacement un port antique ainsi qu'une nécropole de vingt-quatre tombes,. Les fouilles entreprises permirent d'y decouvrir un rhyton en terre cuite.
Dans les années 1970, des relevés stratigraphiques ont permis de prouver d'importantes variations du niveau de la mer à cet endroit.